# Kanton Buzançais
Buzançais is een kanton van het Franse departement Indre. Het kanton maakt deel uit van het arrondissement Châteauroux.

## Gemeenten
Het kanton Buzançais omvatte tot 2014 de volgende 11 gemeenten:
- Argy
- Buzançais (hoofdplaats)
- La Chapelle-Orthemale
- Chezelles
- Méobecq
- Neuillay-les-Bois
- Saint-Genou
- Saint-Lactencin
- Sougé
- Vendœuvres
- Villedieu-sur-Indre

Na de herindeling van de kantons bij decreet van 18 februari 2014 met uitwerking op 22 maar 2015, omvatte het kanton 20 volledige gemeenten, maar door de samenvoeging op 1 januari 2016 van de gemeente Saint-Maur met de gemeente Villers-les-Ormes uit het  kanton Levroux tot de commune nouvelle Saint-Maur, omvat het kanton 19 volledige en 1 gedeeltelijke gemeente, namelijk : 
- Argy
- Arpheuilles
- Buzançais
- La Chapelle-Orthemale
- Châtillon-sur-Indre
- Chezelles
- Cléré-du-Bois
- Clion
- Fléré-la-Rivière
- Murs
- Niherne
- Palluau-sur-Indre
- Saint-Cyran-du-Jambot
- Saint-Genou
- Saint-Lactencin
- Saint-Maur (deel)
- Saint-Médard
- Sougé
- Le Tranger
- Villedieu-sur-Indre